# ドロテ・ジルベール
ドロテ・ジルベール（Dorothée Gilbert, 1983年9月25日 - ） は、フランス・トゥールーズ出身のバレエダンサー。
2007年以来、パリ・オペラ座のエトワールをつとめている。

## 経歴

### 生い立ち
7歳でバレエを始める。地元のコンセルヴァトワールで学んだ後、1995年にオペラ座付属バレエ学校に入学する。当時縫製業を営んでいた両親は、娘を寄宿舎に入れることを嫌い、工場を畳んで一家を挙げてパリに移住することに躊躇しなかった。
ジルベールは後年、バレエ学校での授業は難しかったと述懐しているが、入学2年目には発表会で重要な役を踊るようになり、翌年の発表会では『火の鳥』のタイトルロールを演じた。

### パリ・オペラ座入団後
2000年、17歳でオペラ座のコール・ド・バレエとなる。2002年にコリフェに昇進し、在任中『ドン・キホーテ』で通例スジェ（ソリスト）が配役されるブライズメイド（花嫁付添人）の役を演じる。2004年にはスジェに昇進し、早くもキトリの大役に抜擢される。彼女はオペラ座の舞台で、ベテランたちを相手にその実力を証明し、関係者や観衆に将来の成功を確信させることとなった。
2005年、プルミエ・ダンスール（第一舞踊手）に昇進し、『ロミオとジュリエット』（ルドルフ・ヌレエフ振付）のヴァリエーションや、ローラン・プティ振付『カルメン』（抜粋）のヴァリエーションなどを踊った。かつてのオーレリー・デュポンの時と同じ位の確実さでエトワールへの道へと進み、翌2006年には『ラ・バヤデール』のガムザッティを演じて大成功をおさめた。
同年、オペラ座のエトワールであるマニュエル・ルグリの企画による海外公演「マニュエル・ルグリと仲間たち」に参加。日本公演では、『白鳥の湖』のオデット／オディールを初めて踊った。
2007年、ジルベールはルグリ振付の『ドニゼッティ・パ・ド・ドゥ』をマチュー・ガニオとの共演で初演した後、『ラ・フィユ・マル・ガルデ』（フレデリック・アシュトン振付、アレクサンダー・グラント改訂）で、リーズ役を演じた。

### エトワールとして
2007年11月19日、マニュエル・ルグリ（彼はオペラ座付属バレエ学校時代、ジルベールの父親の様な存在であった）との共演による、『くるみ割り人形』の公演終了後、24歳にしてエトワールに任命された。彼女の並外れたテクニックと、フランスのバレエ教育の長所を感じさせる踊りは称賛され、以後は定期的に国際的なガラにも招待された。その際、しばしば同年輩のエトワール、マチアス・エマンが行動を共にした。彼らは自分たちで海外公演のスケジュールを検討した上で、モナコや東京で『ジゼル』の公演を行った。
2009年5月、ジルベールはをオペラ座では初演となる、ジョン・クランコ振付『オネーギン』でタチアナを演じ、大成功をおさめる。2ヵ月後に、彼女はオペラ座のオーストラリア公演に参加し、『ラ・バヤデール』のガムザッティを演じた。同年12月には、イタリア・パレルモの劇場に招かれ、『眠れる森の美女』のオーロラ姫を演じる一方で、パリでは『くるみ割り人形』の公演も数回こなした。
2010年の初め、ジルベールは怪我をしたがすぐに回復し、3月のオペラ座の日本公演に参加。ジゼルのタイトルロールをつとめた他、『シンデレラ』の義姉役なども演じた。とりわけイタリアでの評価は高く、4月から7月にかけて、メッシーナ、サン・レモ、アックイ・テルメで『コッペリア』を演じた。7月にはピエール・ラコットの新作『三銃士』で、アンヌ王妃を演じた。数ヵ月後、モスクワとカナダ・トロントでのガラを挟んで、ブラジルのリオ・デ・ジャネイロに招かれ、アメリカン・バレエ・シアターのプリンシパル、マルセロ・ゴメスと『ドン・キホーテ』を踊った。また、同年5月には、『ラ・バヤデール』のニキヤを踊ったが、別の日の公演では当たり役のガムザッティを演じた。6月には『ドガの小さな踊り子』のタイトルロールを演じ、この模様は全ヨーロッパに生中継された。
オペラ座の2011／2012年シーズンの開幕公演で、元ボリショイ・バレエの芸術監督、アレクセイ・ラトマンスキーがオペラ座のために振付けた『プシューケー』を演じ、2011年10月にはベトナムのハノイで、『ライモンダ』の第3幕と、『ダイアナとアクティオン』のパ・ド・ドゥをステファン・ビュヨンと踊った。このシーズンは多忙を極め、パリでは『シンデレラ』と『オネーギン』の主役を演じた他、オペラ座のビアリッツでの巡業に参加し、さらにはサレルノ、オランダのアムステルダム、ギリシャのアテネにも招かれた。また、2012年1月から2月のオペラ座の東京公演の際には、バンジャマン・ペッシュ、イザベル・シアラヴォラ、フロリアン・マニュネらとともに、東日本大震災で被災した宮城県下のバレエ教室でレッスンを行い、ジルベールは石巻市を担当した。
2012／2013年シーズンを迎えて間もなく、ジルベールは『ラ・バヤデール』の収録中に怪我をする。回復後、オペラ座のアメリカ公演（ワシントン、シカゴ、ニューヨーク）に参加し、『ジゼル』に主演。9月にはローマ・オペラ座で、パトリス・バール振付『ロミオとジュリエット』に主演。さらにフランスのテレビ局・アルテの収録で『ドン・キホーテ』のキトリを踊り、2013年初めのオペラ座のシドニー公演では再び『ジゼル』を演じた。その後ロシア・マリインスキー劇場に招かれ、ウラジーミル・シクリャーロフと『ラ・バヤデール』の第二幕を踊った後、マチュー・ガニオと共演した『ラ・シルフィード』で、シーズンの締めくくりを飾った。同年7月、ジルベールはバレエ・シューズメーカー、「レペット」の最初の香水アドバイザーとなった 。
2018年、自身初となるワークアウトDVD「ドロテ・ジルベール／パリ・バレエ・フィット」を発売した。これは、常にベストなコンディションで舞台に立つために彼女が日頃実践しているワークアウトを基礎にして、誰もが家で気軽に取り組めるように作られている。

### 私生活
ジルベールは、オペラ座のプルミエ・ダンスール、アレッシオ・カルボーネと結婚したが、その後離婚して現在は写真家のジャメ・ボール（James Bort）と生活している。 彼女は2013年9月に、妊娠していることを明らかにした。

## 受賞
- 2002 : アロップ賞バレエ部門
- 2004 : カルポー賞
- 2006 : Prix Ballet 2000
- 2006 : レオニード・マシーン賞

※2009年、『ラ・フィユ・マル・ガルデ』のリーズ役で、ブノワ賞にノミネート

## レパートリー
- ラ・フィユ・マル・ガルデ : リーズ
- ジゼル : タイトルロール、ペザントの踊り、ウィリ
- プルースト 失われたときを求めて : 囚われの女
- パキータ : タイトルロール
- ラ・シルフィード : エフィー、シルフィード
- 四つの気質 : サングイン
- ライモンダ : ライモンダ、アンリエッテ
- オネーギン : タチアナ
- コンサート : バレリーナ
- エチュード : エトワール・ダンサー
- ラ・バヤデール : ニキヤ、ガムザッティ、幻影
- 白鳥の湖 : オデット/オディール、パ・ド・トロワ、チャールダーシュの踊り
- 白の組曲 : シガレット、フルート、テーム・ヴァリエ
- シンデレラ : シンデレラ、春の精、夏の精、義姉
- ドン・キホーテ : キトリ、キトリの友人、侍女、ブライズメイド
- 椿姫 : マノン、プリュダンス
- くるみ割り人形 : クララ
- カルメン : 盗賊の頭
- ジョワイユ : ルビー、エメラルド
- 眠れる森の美女 : オーロラ姫
- ドガの小さな踊り子 : タイトルロール、エトワール
- コッペリア : スワニルダ/コッペリア
- ロミオとジュリエット : ジュリエット
- プシューケー : タイトルロール
- コンチェルト・バロッコ (ジョージ・バランシン振付)
- 愛の歌 (ジョージ・バランシン振付)
- シンフォニー・イン・C (ジョージ・バランシン振付)
- ジェニュス (ウェイン・マクレガー振付)
- アーティファクト・スイート (ウィリアム・フォーサイス振付)
- 精密の不安定なスリル (ウィリアム・フォーサイス振付)

## フィルモグラフィー
※（）内は役名
- カルメン（盗賊の頭） - パリ・オペラ座、クレールマリ・オスタ、ニコラ・ル・リッシュ共演
- シンデレラ (夏の精) - パリ・オペラ座、アニエス・ルテステュ、レティシア・プジョル、ジョゼ・マルティネス、ウィルフリード・ロモリ共演
- 白鳥の湖（パ・ド・トロワ）- パリ・オペラ座、アニエス・ルテステュ、ジョゼ・マルティネス、カール・パケット共演
- 椿姫 (プリュダンス） - パリ・オペラ座、アニエス・ルテステュ、デルフィーヌ・ムッサン、ステファン・ビュヨン、ジョゼ・マルティネス共演
- ジェローム・ロビンズに捧ぐ (バレリーナ） - パリ・オペラ座、エマニュエル・ティボー、アレッシオ・カルボーネ共演
- ドガの小さな踊り子 (エトワール) - パリ・オペラ座、クレールマリ・オスタ、エリザベット・モーラン、バンジャマン・ペッシュ、ジョゼ・マルティネス、マチュー・ガニオ共演
- コッペリア (スワニルダ/コッペリア) - パリ・オペラ座、マチアス・エマン、ジョゼ・マルティネス共演
- (予定) ライモンダ (クレメンス) - パリ・オペラ座、マリ・アニエス・ジロ、エミリー・コゼット、ジョゼ・マルティネス、ニコラ・ル・リッシュ共演

## DVD
- ドロテ・ジルベール パリ・オペラ座エトワールのバレエ・レッスン 上・下巻 （新書館、2012年1月）
- ドロテ・ジルベール　パリ・バレエ・フィット（ユニバーサル コネクト、2018年7月）